# Октябрьский район (Белгородская область)
Октябрьский район — административно-территориальная единица в составе Центрально-Чернозёмной, Курской и Белгородской областей, существовавшая в 1928—1963 годах. Центр — село Весёлая Лопань, с 1935 — посёлок Микояновка.
Веселолопанский район был образован в 1928 году в составе Белгородского округа Центрально-Чернозёмной области. 23 июля 1930 года окружная система в СССР была упразднена и Веселолопанский район перешёл в прямое подчинение Центрально-Чернозёмной области.
13 июня 1934 года Веселолопанский район вошёл в состав Курской области.
7 октября 1935 года Веселолопанский район был переименован в Микояновский район. При этом его центр был перенесён из Весёлой Лопани в Воскресеновку, переименованную при этом в Микояновку.
По состоянию на 1945 года район делился на 17 сельсоветов: Бессоновский, Бочковский, Варваровский, Весело-Лопанский, Головинский, Долбинский, Журавлевский, Красно-Октябрьский, Красно-Хуторский, Наумовский, Орловский, Петровский, Середнянский, Солнцевский, Старо-Нелидовский, Черемошнянский и Щетиновский.
6 января 1954 года Микояновский район отошёл к Белгородской области.
8 января 1958 года Микояновский район был переименован в Октябрьский район, а посёлок Микояновка — в посёлок Октябрьский.
1 февраля 1963 года Октябрьский район был упразднён.